# Lepidocephalichthys jonklaasi
Lepidocephalichthys jonklaasi is een straalvinnige vissensoort uit de familie van de modderkruipers (Cobitidae). De wetenschappelijke naam van de soort is voor het eerst geldig gepubliceerd in 1956 door Deraniyagala.